# NGC 3098
NGC 3098 је лентикуларна галаксија у сазвежђу Лав која се налази на NGC листи објеката дубоког неба.
Деклинација објекта је + 24° 42' 41" а ректасцензија 10h 2m 16,7s. Привидна величина (магнитуда) објекта NGC 3098 износи 12,1 а фотографска магнитуда 13,0. Налази се на удаљености од 22,4000 милиона парсека од Сунца. NGC 3098 је још познат и под ознакама UGC 5397, MCG 4-24-12, CGCG 123-14, KARA 389, PGC 29067.